# Sam Mohlin
Helge Samuel Mohlin, känd som Sam Mohlin, född 1 september 1911 i Gagnefs församling i Kopparbergs län, död 16 april 1982 i Helga Trefaldighets församling i Uppsala, var en svensk lärare och författare.
Mohlin var son till kantor Oskar Mohlin och Anna Andersson. Efter studentexamen i Falun 1930 följde akademiska studier. Han avlade organist- och folkskollärarexamen i Växjö 1935 och blev filosofie kandidat vid Uppsala universitet 1936. Han tjänstgjorde som folkskollärare på olika orter, bland annat i Dalarna, varpå han blev seminarielärare i Uppsala. Sedan han avlagt filosofisk ämbetsexamen 1955 verkade han vid folkskoleseminariet i Uppsala samt vid högstadierna Tiundaskolan, Eriksbergsskolan (där han även var studierektor) och Heidenstamsskolan i samma stad. Han var bland annat författare till läromedel i svensk historia och samhällskunskap för folkskolan.
Sam Mohlin gifte sig 1943 med Alice Eklund (1912–2003). De fick två döttrar: Karin Maggio Rask-Andersen (född 1946) och Kerstin Flodén (född 1953). Han är morfar till artisten Veronica Maggio. Sam och Alice Mohlin är begravda på Uppsala gamla kyrkogård.